# Abiy Ahmed Ali
Abiy Ahmed Ali (amh. አብይ አህመድ አሊ, oromo Abiyyi Ahimad Alii; ur. 15 sierpnia 1976 w Beshasha) – etiopski polityk, specjalista w zakresie zarządzania, od 2 kwietnia 2018 premier Etiopii. Laureat Pokojowej Nagrody Nobla w 2019 roku.

## Kariera polityczna
Uzyskał tytuł magistra w zakresie zarządzania (MA in Transformational Leadership), magistra w zakresie zarządzania biznesem (Master’s in Business Administration) i doktorat filozofii (PhD w Instytucie Badań nad Pokojem i Bezpieczeństwem) nadany przez Uniwersytet w Addis Abebie. 
Pod koniec lat osiemdziesiątych dołączył do Demokratycznej Organizacji Ludu Oromskiego. Służył w wojsku i awansował do stopnia podpułkownika, zanim został założycielem i dyrektorem Agencji Informacji i Bezpieczeństwa, odpowiedzialnej za cyberbezpieczeństwo w kraju.
W latach 2014–2015 pełnił funkcję ministra nauki i technologii. 22 lutego 2018 objął stanowisko przewodniczącego Demokratycznej Organizacji Ludu Oromskiego, natomiast 27 lutego 2018 stanął na czele Etiopskiego Ludowo-Rewolucyjnego Frontu Demokratycznego.
Po objęciu stanowiska premiera uwolnił część więźniów politycznych i rozpoczął liberalizację gospodarki. Działał na rzecz zwiększenia udziału kobiet w etiopskim życiu społecznym i politycznym. Doprowadził do wprowadzenia licznych reform gospodarczych, a także do legalizacji grup opozycyjnych i zniesienia cenzury mediów. Zapowiedział ponadto przeprowadzenie demokratycznych wyborów. Bierze również udział w procesie pokojowym i pojednawczym w Afryce wschodniej i północno-wschodniej, angażując się m.in. w normalizację stosunków dyplomatycznych między Erytreą a Dżibuti.
Jest pierwszym tak wysokiej rangi politykiem etiopskim spośród przedstawicieli Oromów, ponadto pochodzi z mieszanej rodziny muzułmańsko-chrześcijańskiej. Sam jest pobożnym zielonoświątkowcem.
11 października 2019 Norweski Komitet Noblowski przyznał mu Pokojową Nagrodę Nobla w uznaniu jego działań na rzecz pokoju i współpracy międzynarodowej, zwłaszcza za decydującą inicjatywę w procesie pokojowym między swoim krajem a sąsiednią Erytreą. Rok później pojawiły się krytyczne głosy, dotyczące przyznania mu nagrody Nobla, z powodu zaangażowania w konflikt między autonomiczną prowincją Tigraj na północy kraju, przy granicy z Erytreą, a władzami centralnymi Etiopii.